# Brier (Washington)
Brier ist eine Stadt (City) im Snohomish County im Bundesstaat Washington der Vereinigten Staaten. Sie grenzt an Mountlake Terrace im Westen, Lynnwood im Norden, Bothell im Osten und Lake Forest Park im Süden. Zum United States Census 2020 hatte Brier 6.560 Einwohner.

## Geschichte
Brier wurde offiziell am 11. Februar 1965 als Gebietskörperschaft anerkannt.

## Geographie
Nach dem United States Census Bureau nimmt die Stadt eine Gesamtfläche von 5,52 Quadratkilometern ein, worunter keine Wasserflächen sind.

## Demographie
Auf Basis des Pro-Kopf-Einkommens, eines der vertrauenswürdigeren Maße für Wohlstand, belegt Brier Platz 68 unter allen 522 eingestuften Gebieten in Washington.
Bei der Präsidentschaftswahl in den Vereinigten Staaten 2004 wählte Brier zu 57,37 % den Demokraten John Kerry.

### Census 2000
Nach der Volkszählung von 2000 gab es in Brier 6.383 Einwohner, 2.095 Haushalte und 1.766 Familien. Die Bevölkerungsdichte betrug 1157 pro km². Es gab 2.115 Wohneinheiten bei einer mittleren Dichte von 383,4 pro km².
Die Bevölkerung bestand zu 86,42 % aus Weißen, zu 0,83 % aus Afroamerikanern, zu 0,66 % aus Indianern, zu 7,77 % aus Asiaten, zu 0,16 % aus Pazifik-Insulanern, zu 0,97 % aus anderen „Rassen“ und zu 3,2 % aus zwei oder mehr „Rassen“. Hispanics oder Latinos „jeglicher Rasse“ bildeten 3,23 % der Bevölkerung.
Von den 2095 Haushalten beherbergten 47,7 % Kinder unter 18 Jahren, 73,9 % wurden von zusammen lebenden verheirateten Paaren, 6,8 % von alleinerziehenden Müttern geführt; 15,7 % waren Nicht-Familien. 11 % der Haushalte waren Singles und 2,8 % waren alleinstehende über 65-jährige Personen. Die durchschnittliche Haushaltsgröße betrug 3,05 und die durchschnittliche Familiengröße 3,29 Personen.
Der Median des Alters in der Stadt betrug 37 Jahre. 30,5 % der Einwohner waren unter 18, 6,4 % zwischen 18 und 24, 30,4 % zwischen 25 und 44, 26,8 % zwischen 45 und 64 und 5,8 65 Jahre oder älter. Auf 100 Frauen kamen 103,4 Männer, bei den über 18-Jährigen waren es 100,7 Männer auf 100 Frauen.
Alle Angaben zum mittleren Einkommen beziehen sich auf den Median. Das mittlere Haushaltseinkommen betrug 73.558 US$, in den Familien waren es 77.226 US$. Männer hatten ein mittleres Einkommen von 52.407 US$ gegenüber 37.697 US$ bei Frauen. Das Pro-Kopf-Einkommen betrug 26.675 US$. Etwa 0,8 % der Familien und 1,8 % der Gesamtbevölkerung lebte unterhalb der Armutsgrenze; das betraf 1,7 % der unter 18-Jährigen und keinen der über 65-Jährigen.

### Census 2010
Nach der Volkszählung von 2010 gab es in Brier 6.087 Einwohner, 2.165 Haushalte und 1.758 Familien. Die Bevölkerungsdichte betrug 1103,4 pro km². Es gab 2.220 Wohneinheiten bei einer mittleren Dichte von 402,4 pro km².
Die Bevölkerung bestand zu 84,9 % aus Weißen, zu 1,1 % aus Afroamerikanern, zu 0,5 % aus Indianern, zu 7,6 % aus Asiaten, zu 0,2 % aus Pazifik-Insulanern, zu 1,4 % aus anderen „Rassen“ und zu 4,3 % aus zwei oder mehr „Rassen“. Hispanics oder Latinos „jeglicher Rasse“ bildeten 4 % der Bevölkerung.
Von den 2165 Haushalten beherbergten 35,4 % Kinder unter 18 Jahren, 71 % wurden von zusammen lebenden verheirateten Paaren, 6,6 % von alleinerziehenden Müttern und 3,6 % von alleinstehenden Vätern geführt; 18,8 % waren Nicht-Familien. 12,7 % der Haushalte waren Singles und 4 % waren alleinstehende über 65-jährige Personen. Die durchschnittliche Haushaltsgröße betrug 2,81 und die durchschnittliche Familiengröße 3,05 Personen.
Der Median des Alters in der Stadt betrug 44,4 Jahre. 21,4 % der Einwohner waren unter 18, 8,9 % zwischen 18 und 24, 20,6 % zwischen 25 und 44, 39,6 % zwischen 45 und 64 und 9,6 65 Jahre oder älter. Von den Einwohnern waren 50,1 % Männer und 49,9 % Frauen.

## Kultur
Die Gemeinde veranstaltet in jedem Jahr an einem Tag im August ein Event namens SeaScare, ein Wortspiel zur Seafair, einem Sommer-Festival in Seattle. Das Event beinhaltet eine „Porch Light Parade“ (dt. etwa „Licht auf der Veranda“), Wettbewerbe, Musik und die Aufführung eines klassischen Films sowie andere Aktivitäten. Es bezieht im Hinblick auf seine Beziehung zur Seafair auch nautische Themen ein. Das Event wird durch die wenigen Firmen in Brier unterstützt. SeaScare bemüht sich um ein Gemeinschaftsgefühl in einer kleinen Stadt, was sich auch in den nostalgischen Beiträgen und dem Film widerspiegelt.

## Söhne und Töchter der Stadt
- Jacqueline Cako (* 1991), Tennisspielerin